# Bastian Pastewka
Bastian Pastewka (Bochum, 1972. április 4. –) német színész, szinkronszínész és humorista.

## Élete
Bastian Pastewka Bonn városában nőtt fel, ahol 1991-ben érettségizett, majd a polgári szolgálatot követően pedagógiát, német nyelvet és szociológiát tanult. Tanulmányait 1993-ban félbeszakította.
Az egyetemi évek alatt megalakította a Comedy Crocodiles elnevezésű társulatot, majd a kilencvenes évek közepétől kisebb szerepeket kapott a rádióban és a televízióban.
1996-ban a Die Wochenshow című műsorral vált széles körben ismertté, amely vicces hírműsor formájában heti rendszerességgel futott a SAT 1 nevű kereskedelmi csatornán 1996 és 2002 között. Műsorbeli partnerei többek között Ingolf Lück és Anke Engelke voltak.
Az egyik leghíresebb, visszatérő paródia-szerepe ebben a műsorban Brisko Schneider, egy homoszexuális televíziós műsorvezető figurája volt.  Pastewka 2001 júniusában kiszállt a műsorból, amely nem sokkal később meg is szűnt.
Ezt követően az RTL csatornán tűnt fel: az Ohne Worte című sorozatban pantomim-szkeccsekben és a Pastewka in… sorozatban világutazóként. 2005 szeptembere óta Pastewka című sorozatával ismét a SAT 1 csatornán szerepel.
Emellett, elsősorban a 2000-es években számos mozifilmben tűnt fel színészként, illetve szinkronszínészként.

## Filmjei
- 1993: Das Wunder von Mâcon
- 1997: I'm here, TV-film (SAT 1)
- 2000: Der Zimmerspringbrunnen
- 2001: Stuart Little (szinkronszínészként)
- 2001: Kommando Störtebecker (szinkronszínészként)
- 2002: Die Profis – Die nächste Generation (szinkronszínészként)
- 2002: Waterboy (szinkronszínészként)
- 2002: Et kütt wie et kütt (rövidfilm)
- 2003: Stuart Little 2 (szinkronszínészként)
- 2004: Der Wixxer (szinkronszínészként)
- 2005: Madagascar, (szinkronszínészként).
- 2005: Der kleine Eisbär 2 (szinkronszínészként)
- 2006: Reine Formsache
- 2007: Schwere Jungs
- 2007: Neues vom Wixxer
- 2008: Zwei Weihnachstmänner
- 2008: Jagdfieber 2 (szinkronszínészként)
- 2009: Die Mannohnekopf Show (szinkronszínészként)
- 2009: Lulu und Jimi
- 2009: Férfiszívek
- 2009: Die Bremer Stadtmusikanten
- 2010: Wir müssen reden!
- 2011: Mutter muss weg